# Periscepsia rupestris
Periscepsia rupestris là một loài ruồi trong họ Tachinidae.